# ビリィ★ザ★キッドの新しい夜明け
『ビリィ★ザ★キッドの新しい夜明け』（ビリィ・ザ・キッドのあたらしいよあけ）は、1986年8月1日に公開された日本映画。監督は山川直人。上映時間109分。セゾングループ時代のパルコが配給を行った「PARCOムービー」の第1弾である。

## 概要
山川直人監督の商業映画（35mm）デビュー作。「ワンセットだけで1本の映画を成立させたい」というアイデアを基に作られた。本作では「スローターハウス」という酒場での4日間を描いている（ただし、冒頭および最後のモニュメント・バレーのシーンだけは現地ロケである）。酒場の名前は、カート・ヴォネガットの小説『スローターハウス5』から取られている。ワンセットで制作されたことから会話劇中心となり、舞台装置などにも演劇的要素が多く見られる。また演劇関係者のキャスティングも多い。
原案は小説家の高橋源一郎で、『さようなら、ギャングたち』『虹の彼方に』『ジョン・レノン対火星人』などの作品から引用されている。また高橋は本人役として出演もしている。高橋の小説以外にも、様々な作品からの引用、オマージュ、パロディが全編に配されている。中でも『七人の侍』のパロディが多く、7人で店を守る設定やキャラクター造形にも反映されている。本作品の「宮本武蔵」は『七人の侍』の久蔵がモデルとなっているが、その久蔵のモデルの一人は宮本武蔵である。
高橋源一郎の他にも、当時活動していたガールズバンドのZELDAが、そのままバンド「ZELDA」として当時のメンバー全員で出演しており、主題歌と挿入歌を担当して劇中で歌った。

## ストーリー
モニュメント・バレーの荒野を、馬に逃げられたビリィ・ザ・キッドがとぼとぼ歩いている。快晴だ。ふと立ち止まり、あたりを見渡そうとした次の瞬間、彼は、奇妙な酒場「スローターハウス（屠場）」 に立っている。今まで歩いていたはずのモニュメントバレーは、彼の背後に大きくウォールペイントされているだけだ。
ビリィは店のマスターに早撃ちを披露し、用心棒として雇うよう掛け合うが、宮本武蔵の神業的居合抜きの前にはなんとも頼りない。マスターの一人娘テイタムに一目惚れしたビリィは、タダ働きのウェイターとしてなんとか雇ってもらう。愛妻家で芸術家のサンダース軍曹、詩人中島みゆき、念力を操る104、合体人間マルクス・エンゲルス、彼らはそれぞれ、修理屋、ウェトレス、レジ係、皿洗いとしてこの店で働いている。しかし、それらは仮の姿であり、彼らは「破壊」の二文字しか辞書に持たないギャングたちの来たるべき襲撃から店を守るため、マスターに雇われた用心棒たちなのだった。

## スタッフ
- 製作：増田通二
- プロデューサー：森重晃
- 監督：山川直人
- 原案：高橋源一郎
- 脚本：高橋源一郎、山川直人
- 音楽：千野秀一
- 撮影：高間賢治
- 照明：安河内央之
- 美術：細石照美

### 音楽
- 主題歌：ZELDA「黄金の時間」（CBSソニー）
- 挿入歌：ZELDA「時折の色彩」「湖のステップ」「スローターハウス」

## キャスト
- ビリィ・ザ・キッド：三上博史
- シャーロット・ランプリング（OLギャング）：真行寺君枝
- 中島みゆき：室井滋
- マスター：石橋蓮司
- 宮本武蔵：内藤剛志
- マルクス・エンゲルス：戸浦六宏
- サンダース軍曹：加藤善博
- 104：石井章雄
- ハリイ・キャラハン（刑事長ギャング）：原田芳雄
- ブルース・スプリングスティーン（暴走族ギャング）：塩野谷正幸
- レオニド・ブレジネフ（真面目なギャング）：浅葉克巳
- テイタム：オーラ・ラニ
- ゼルダ：小嶋さちほ、高橋佐代子、石原富紀江、小澤亜子
- 巡査：神戸浩
- 老婦人：北林谷栄
- 牧師：海琳正道（三田超人／ヒカシュー）
- イエス・キリスト：山口晃史
- サンダース軍曹の愛妻：上村柚梨子（天光眞弓）
- あやしい男：細川俊之
- ポパイ：日比野克彦
- オリーブ：遠藤京子
- 177：郷田ほづみ
- 佐々木小次郎：鮎川誠
- 近所の針小棒大おばさん：木内みどり、北村魚、南雲京子
- パンク少年隊：（メトロファルス）伊藤与太郎、光永"GUN"巌、バカボン鈴木、チャバネ岩瀬、ライオン・メリィ
- 某国立大教授：栗本慎一郎
- 女子大生：井上明子、東千恵、小川盛子
- 老婦人の夫：奥村公延
- ライアン：マーク・ORIANI
- ナチス将校：ゲオルグ・マテス
- ハリマオ：平田純一
- 帝国海軍水兵：立原繁人（徳井優）
- 地方大学受験生：中村淳
- 勧誘員：坂本京美
- MP：（ダチョウ倶楽部）上島竜兵、肥後克広、寺門ジモン、南部寅太
- ニュースキャスター、TVスタッフ、報道陣、機動隊員：（劇団SET）三宅裕司、小倉久寛、永田耕一、八木橋修、石井桂子、今村明美、田上ひろし、山崎大輔、高橋修、三谷悦代、杉野なつ美、野添義弘、岩永新悟、おぐちえりこ、赤堀二英、北原明子、岸谷五朗、寺脇康文、山田幸伸、小野真一、大崎聖二、中村雅都、原育美、山中麻里、保坂広美、大沢直行
- 製氷機運搬人：有薗芳記
- あやしい男のいい娘ちゃん：アンティサ
- 幼い女の子：井元優子
- 大学教授の恋人：杉恵以子
- 女子高校生：（チャイルズ）磯野貴理子、久留龍子、茂原裕子
- ライブの聴衆：（劇団七曜日）清水よし子、竹内都子、近藤芳正、佐藤望、安田和博、菅原裕謹、廣澤恵、西秋元喜、朝倉伸二、田根楽子、福島優子、新納敏正、原武昭彦、荒井孝、鮫島伸一、豊湧、築出静夫、田中尚子、石井光三、レオナルド熊、渡辺正行、小宮孝泰
- ラジオアナウンサー：フランキー・バロッカ
- 大統領の声：ポール・チェセカスキー
- 高橋源一郎：高橋源一郎